# Leuciris paracuta
Leuciris paracuta là một loài bướm đêm trong họ Geometridae.